# Cóc mày Bidoup
Cóc mày Bidoup (danh pháp Leptolalax bidoupensis) là một loài ếch trong họ Megophryidae. Loài này có ở Việt Nam.Rowley, Le, Tran & Hoang, 2011
Chúng được phát hiện trong vườn quốc gia Bidoup Núi Bà. Các môi trường sống tự nhiên của chúng là các khu rừng ẩm ướt đất thấp nhiệt đới hoặc cận nhiệt đới, rừng mây ẩm nhiệt đới và cận nhiệt đới, và sông.